# Jacques Piccard
Jacques Piccard, född 28 juli 1922 i Bryssel, död 1 november 2008 i La Tour-de-Peilz, Vaud, var en schweizisk djuphavsforskare. Han var son till Auguste Piccard.

## Biografi
Jacques började 1948 att arbeta tillsammans med sin far och deltog i konstruerandet av en djuphavsfarkost, batyskaf, som kallades Trieste.
Tillsammans med den amerikanske löjtnanten Don Walsh blev han, med Trieste, de två överlägset första, av de hittills tretton personer, som varit på havets djupaste punkt, 10 911 meter ner i Challengerdjupet i Marianergraven, den 23 januari 1960.
Från 1968 började han studera Golfströmmen i en av honom själv konstruerad undervattensfarkost, mesoskaf.

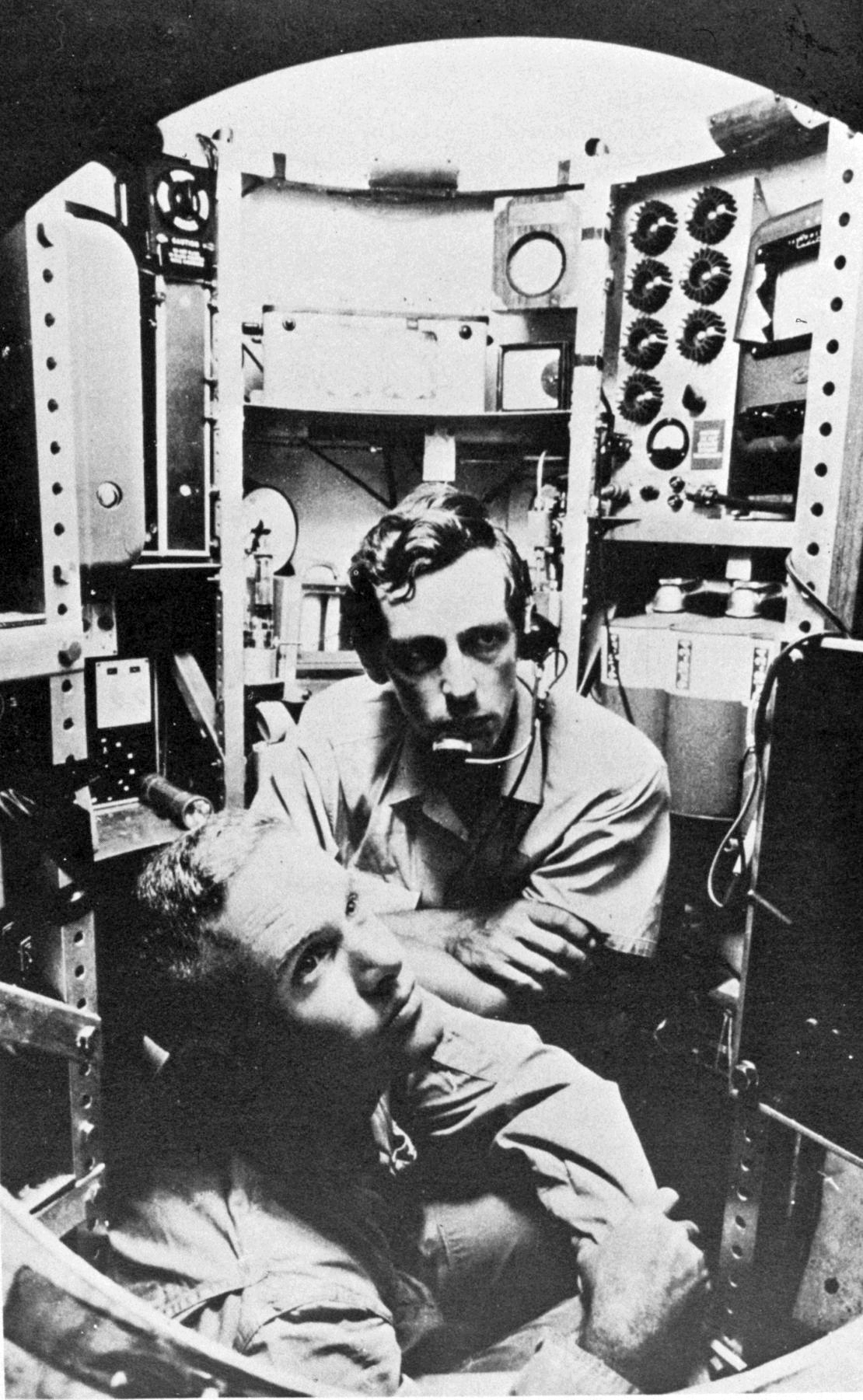
Don Walsh och Jacques Piccard i batyskafen Trieste.